# Comuna Horenka, Kiev-Sveatoșîn
Horenka (în ucraineană Горенка) este o comună în raionul Kiev-Sveatoșîn, regiunea Kiev, Ucraina, formată din satele Horenka (reședința) și Moșciun.

## Demografie
Componența lingvistică a comunei Horenka
     Ucraineană (90,67%)
     Rusă (8,83%)
     Alte limbi (0,31%)
Conform recensământului din 2001, majoritatea populației comunei Horenka era vorbitoare de ucraineană (90,67%), existând în minoritate și vorbitori de rusă (8,83%).